# Wyrzysk
Wyrzysk (nje. Wirsitz) je grad u Poljskoj s 5.263 (2004.) stanovnika.

## Povijest
Prvi sačuvani spomen Wyrzyska datira iz 1326. godine. Ime mjesta je tada zabilježeno u takozvanom Velikopoljskom kodeksu. Wyrzysk je vjerojatno dobio kraljevsku povelju prije 1450. godine. 1565. godine postaje grad pod takozvanim Magdeburškim pravom. Kao rezultat niza ratova u drugoj polovici 17. stoljeća i početkom 18. stoljeća, Wyrzysk je zapravo postao selo. Wyrzysk je pripojen Pruskoj 1772. nakon prve podjele Poljske. Gradska prava obnovio je 1773. pruski kralj Fridrik Veliki, koji je grad pretvorio u središte izgradnje kanala Bydgoszcza i regulaciju Noteća. Od 1807. do 1815. grad je bio dio Napoleonova vojvodstva Varšave, a potom je vraćen Pruskoj kao rezultat Bečkog kongresa .Ostao je pruski do kraja Prvog svjetskog rata.

## Galerija
- Grb Wirsitza

Povijest